# One girl
『One girl』（ワンガール）は、加藤英美里の2作目のオリジナルアルバム。2009年9月2日にポニーキャニオンから発売された

## 解説
8曲目には、1stシングルカップリング曲「右手と左手」のボサノヴァバージョンが収録されている。

## 収録曲
1. update [3:33] 
作詞:只野菜摘、作曲・編曲:西岡和哉
2. B型の流星〜Shooting star type B〜 [4:29] 
作詞:山田ひろし、作曲・編曲:渡部チェル
3. キミを卒業 [4:14] 
作詞:大森祥子、作曲:岸正之、編曲:佐々木章
4. 恋はじめました [4:19] 
作詞:山田ひろし、作曲・編曲:渡部チェル
5. パートタイム・スライダー [4:26] 
作詞:只野菜摘、作曲・編曲:西岡和哉
6. Love is island [4:31] 
作詞:山田ひろし、作曲・編曲:渡部チェル
7. Messenger RNA [4:28] 
作詞:山田ひろし、作曲・編曲:渡部チェル
8. 右手と左手（ボサノヴァVer.） [3:04] 
作詞・作曲:イズミカワソラ、編曲:佐々木章
  - 1stシングルのカップリング曲をアレンジ
9. Lazy a vampire [4:15] 
作詞:只野菜摘、作曲・編曲:西岡和哉
10. あしたのうた [4:15] 
作詞:只野菜摘、作曲・編曲:西岡和哉
11. 言っちゃえよ! [5:10] 
作詞:加藤英美里、作曲・編曲:西岡和哉
12. おやすみ [4:10] 
作詞:大森祥子、作曲:岸正之、編曲:佐々木章